# Aluminijev sulfat
Aluminijev sulfat je kemijski spoj koji ima formulu Al2(SO4)3. Aluminijev sulfat je aluminijeva sol sumporne kiseline, bijeli prah ili granule različite veličine, bez mirisa. Kristalizira u vodenim otopinama pri čemu nastaju kristali jednakih oblika (izomorfni kristali). Koristi se najčešće kao flokulant u postupku obrade vode (pročišćavanje vode), a koristi se i u proizvodnji boja, te u industriji papira. Upotrebljava se kao E-520 za učvršćivanje tkiva voća i povrća. Velike koncentracije (dnevno od 4 do 6 grama) mogu dovesti do nakupljanja aluminija u organizmu, posebno kod bubrežnih bolesnika. Zbog neurotoksičnosti aluminijske komponente pojedina znanstvena istraživanja raspravljaju o utjecaju aluminijevih spojeva na nastajanje Alzheimerove bolesti. Česta upotreba nije preporučljiva.
Aluminijev sulfat stvara često različite hidrate, od kojih su najuobičajeniji aluminijev sulfat oktodekahidrat Al2(SO4)3 × 18 H2O i aluminijev sulfat heksadekahidrat Al2(SO4)3 x 16 H2O. U prirodi se može naći hidrat [Al(H2O)6]2 (SO4)3 x 5 H2O, koji se pojavljuje u obliku minerala alunogen. 

## Dobivanje
Aluminijev sulfat se obično dobiva dodavanjem aluminijevog hidroksida (Al(OH)3) u sumpornu kiselinu (H2SO4):
2 Al(OH)3 + 3 H2SO4 → Al2(SO4)3·6H2O

## Upotreba
Aluminijev sulfat se najčešće koristi kao flokulant u postupku obrade vode (pročišćavanje vode), a koristi se i u proizvodnji boja, te u industriji papira. Upotrebljava se kao E-520 za učvršćivanje tkiva voća i povrća.

### Flokulant
Flokulant, koagulant ili bistrilo je kemijska tvar koja se dodaje zamućenoj vodi u postupku flokulacije (pahuljičenje) ili bistrenja vode, koji je sastavni dio pročišćavanja pitke vode ili obrade zagađenih ili industrijskih voda. Glavnina problema kod smanjenja mutnoće, kao čestog nedostatka vode, vezana je uz prisustvo vrlo sitnih raspršenih čestica – koloida, dimenzija od 1 nm do 1 μm. Zbog istoimenih (negativnih) elektrostatičkih naboja koloidi se međusobno odbijaju i ostaju raspršeni u vodi. Zato je vrijeme potrebno za izdvajanje koloida iz vode, prvenstveno procesom taloženja, zbog njihove tzv. agregatne stabilnosti, praktički beskonačno. To je u tehnici pročišćavanja vode rezultiralo traženjem procesa remećenja stabilnosti koloida i mogućnosti njihovog kasnijeg međusobnog spajanja u veće čestice koje će se u vodi lakše taložiti.
Takav postupak remećenja stabilnosti (destabilizacija) koloida u sirovoj vodi naziva se zgrušavanje ili koagulacija. Remećenje stabilnosti koloida se postiže dodavanjem vodi određenih kemijskih tvari – flokulanata. Koagulacija je postupak izbijanja naboja koloidnih čestica. Jednom neutralizirane, čestice se više ne odbijaju jedna od druge i mogu ostati okupljene. Flokulacija je postupak okupljanja destabiliziranih ili koaguliranih čestica da bi se stvorile veće nakupine ili flokule. Bez koagulacije ne može nastupiti flokulacija, odnosno taloženje čestica, a samim postupkom koagulacije ne možemo praktički odstraniti koloidne tvari iz vode. Primarni flokulanti (koagulansi) su kemikalije ili supstance koje dodane u zadanu suspenziju ili otopinu da bi se postigla destabilizacija. Pomoćni flokulanti (koagulansi) su kemikalije ili supstance dodane u destabiliziranu suspenziju ili otopinu da ubrzaju flokulaciju ili da ojačaju flokule koje su se stvorile tijekom flokulacije. Proces bistrenja može se odvijati u vodoravnom bazenu ili uzvodnom akceleratoru. Da bi se uspješno obavio postupak koagulacije, potrebno je uraditi određene eksperimentalna mjerenja u laboratoriju.

### Boje hortenzije
Većina vrsta hortenzija ima bijele cvjetove, ali cvjetovi nekih vrsta (naprimjer H. Macrophylla) mogu biti plavi, crveni, ružičasti, svjetloljubičasti, ili tamnoljubičasti. Boja cvjetova ovisi o pH vrijednosti tla; ako je tlo kiselo cvjetovi će biti plavi, ako je tlo neutralno cvjetovi će biti blijedi, a ako je alkalno bit će ružičasti ili ljubičasti. Ta promjena cvjetnog pigmenta ovisi o česticama aluminija, koje hortenzije sadržavaju. U tim slučajevima treba kupiti supstrat za biljke koje vole kiselo tlo (zemlja za rododendrone), te redovito prihranjivati gnojivom koje sadrži aluminijev sulfat ako želimo da nam cvijet bude plave boje. 